# 117430 Achosyx
117430 Achosyx este o planetă minoră (asteroid), cu un diametru de 7,015 km, din centura de asteroizi. A fost descoperită pe 13 ianuarie 2005 la Observatorul Remote Astronomical Society din New Mexico⁠(d) de Andrew Lowe⁠(d). 
Obiectul prezintă o orbită caracterizată de o semiaxă mare de 3,0386434355475 UAi, o excentricitate de 0,1, o înclinație de 14,1 ° în raport cu ecliptica.